# دلمار (ديلاوير)
دلمار (بالإنجليزية: Delmar, Delaware)‏ هي بلدة تقع في مقاطعة سوسكس (ديلاوير) بولاية ديلاوير في الولايات المتحدة. تأسست عام 1859، تبلغ مساحتها 2.4 (كم²)، وترتفع عن سطح البحر 15 م، بلغ عدد سكانها 1597 نسمة في عام 2010 حسب إحصاء مكتب تعداد الولايات المتحدة وتصل الكثافة السكانية فيها 665.4 نسمة/كم2.

## التركيبة السكانية
حدّد مكتب تعداد الولايات المتحدة بيانات التركيبة السكانية لدلمار في تعداد الولايات المتحدة. في ما يلي، التركيبة السكانية حسب تعدادي 2000 و2010.

### تعداد عام 2000
بلغ عدد سكان دلمار 1,407 نسمة بحسب تعداد عام 2000، وبلغ عدد الأسر 542 أسرة وعدد العائلات 344 عائلة مقيمة في البلدة. في حين سجلت الكثافة السكانية 286 نسمة لكل كيلومتر مربع (740.7/ميل2). وبلغ عدد الوحدات السكنية 595 وحدة بمتوسط كثافة قدره 120.9 لكل كيلومتر مربع (313.1/ميل2).
وتوزع التركيب العرقي للبلدة بنسبة 74.77% من البيض و20.82% من الأمريكيين الأفارقة و0.43% من الأمريكيين الأصليين و1.28% من الأمريكيين ذوي الأصول الآسيوية و0.71% من الأعراق الأخرى و1.99% من عرقين مختلطين أو أكثر و2.13% من الهسبانيون أو اللاتينيون من أي عرق.
بلغ عدد الأسر 542 أسرة كانت نسبة 36.5% منها لديها أطفال تحت سن الثامنة عشر تعيش معهم، وبلغت نسبة الأزواج القاطنين مع بعضهم البعض 42.8% من أصل المجموع الكلي للأسر، ونسبة 17.9% من الأسر كان لديها معيلات من الإناث دون وجود شريك،  بينما كانت نسبة 2.8% من الأسر لديها معيلون من الذكور دون وجود شريكة وكانت نسبة 36.5% من غير العائلات. تألفت نسبة 33% من أصل جميع الأسر من عدة أفراد يعيشون في نفس المنزل ونسبة 20.3% كانت تتألف من شخص يعيش بمفرده يبلغ من العمر 65 عاماً أو أكثر. وبلغ متوسط حجم الأسرة المعيشية 2.41، أما متوسط حجم العائلات فبلغ 3.04.
بلغ العمر الوسطي للسكان 37.3 عاماً. وكانت نسبة 26.6% من القاطنين تحت سن الثامنة عشر، وكانت نسبة 7.1% بين الثامنة عشر والرابعة والعشرين عاماً، ونسبة 26% كانت واقعةً في الفئة العمرية ما بين الخامسة والعشرين والرابعة والأربعين عاماً، ونسبة 18.6% كانت ما بين الخامسة والأربعين والرابعة والستين، ونسبة 14.5% كانت ضمن فئة الخامسة والستين عاماً فما فوق. يوجد لكل 100 أنثى 83.8 ذكر، ويوجد لكل 100 أنثى في الثامنة عشر من عمرها فما فوق 77.0 ذكر.
بلغ متوسط دخل الأسرة في البلدة 26,818 دولارًا، أما متوسط دخل العائلة فبلغ 35,521 دولارًا. وكان متوسط دخل الذكور 26,250 دولارًا مقابل 22,188 دولارًا للإناث. وسجل دخل الفرد الخاص بالبلدة 15,060 دولارًا. وكانت نسبة 9.1% من العائلات ونسبة 13.3% من السكان تحت خط الفقر، وكان من هؤلاء نسبة 16.5% تحت سن الثامنة عشر ونسبة 16% في الخامسة والستين من العمر وما فوق.

### تعداد عام 2010
بلغ عدد سكان دلمار 1,597 نسمة بحسب تعداد عام 2010، وبلغ عدد الأسر 598 أسرة وعدد العائلات 372 عائلة مقيمة في البلدة. في حين سجلت الكثافة السكانية 324.6 نسمة لكل كيلومتر مربع (840.7/ميل2). وبلغ عدد الوحدات السكنية 682 وحدة بمتوسط كثافة قدره 138.6 لكل كيلومتر مربع (359.0/ميل2).
وتوزع التركيب العرقي للبلدة بنسبة 75.52% من البيض و17.35% من الأمريكيين الأفارقة و0.38% من الأمريكيين الأصليين و0.69% من الأمريكيين ذوي الأصول الآسيوية و0.94% من الأعراق الأخرى و5.13% من عرقين مختلطين أو أكثر و4.57% من الهسبانيون أو اللاتينيون من أي عرق.
بلغ عدد الأسر 598 أسرة كانت نسبة 37.8% منها لديها أطفال تحت سن الثامنة عشر تعيش معهم، وبلغت نسبة الأزواج القاطنين مع بعضهم البعض 34.1% من أصل المجموع الكلي للأسر، ونسبة 20.4% من الأسر كان لديها معيلات من الإناث دون وجود شريك،  بينما كانت نسبة 7.7% من الأسر لديها معيلون من الذكور دون وجود شريكة وكانت نسبة 37.8% من غير العائلات. تألفت نسبة 32.9% من أصل جميع الأسر من عدة أفراد يعيشون في نفس المنزل ونسبة 18.7% كانت تتألف من شخص يعيش بمفرده يبلغ من العمر 65 عاماً أو أكثر. وبلغ متوسط حجم الأسرة المعيشية 2.50، أما متوسط حجم العائلات فبلغ 3.14.
بلغ العمر الوسطي للسكان 38.2 عاماً. وكانت نسبة 26.6% من القاطنين تحت سن الثامنة عشر، وكانت نسبة 7.9% بين الثامنة عشر والرابعة والعشرين عاماً، ونسبة 22.7% كانت واقعةً في الفئة العمرية ما بين الخامسة والعشرين والرابعة والأربعين عاماً، ونسبة 23.4% كانت ما بين الخامسة والأربعين والرابعة والستين، ونسبة 19.4% كانت ضمن فئة الخامسة والستين عاماً فما فوق. وتوزع التركيب الجنسي للسكان بنسبة 44.7% ذكور و55.3% إناث.

## أعلام
- وليام ألاند

## وصلات خارجية
- www.townofdelmar.us
- The US50 - Cities and Towns in Colorado State
- Colorado Cities and Towns, Facts, Map, Flag, Colleges, Government, and More